# Eustegia macropetala
Eustegia macropetala là một loài thực vật có hoa trong họ La bố ma. Loài này được Friedrich Richard Rudolf Schlechter mô tả khoa học đầu tiên năm 1895.
Loài này phân bố ở tây nam tỉnh Cape, Nam Phi.